# Kind of Blue
Kind of Blue è un album di Miles Davis pubblicato nel 1959. Viene considerato uno dei massimi capolavori del jazz oltre a essere ritenuto il disco di jazz più venduto di sempre con 4 milioni di copie e uno dei primi esempi di jazz modale. Nel 1992 vinse il Grammy Hall of Fame Award. Nel 2020 è stato inserito al 31º posto nella classifica dei 500 migliori album di ogni tempo della rivista Rolling Stone.

## Descrizione
(Jimmy Cobb)
L'album fu registrato in due sessioni allo studio della Columbia Records situato sulla 30ª strada a New York; il 2 marzo furono incise le tracce So What, Freddie Freeloader, e Blue in Green, che costituiscono la facciata A dell'LP originale, e il 22 aprile Flamenco Sketches e All Blues, la seconda facciata del disco. La produzione fu curata da Teo Macero, che aveva già prodotto i precedenti due album di Davis, e da Irving Townsend.
Per il disco non vennero fatte prove (questo non era insolito nelle registrazioni di Davis, come per esempio durante le sessioni di Bitches Brew) e i pezzi da registrare erano tutti nuovi. Come descritto nelle note di copertina originali dell'album dal pianista Bill Evans, Davis distribuì alla band solo dei bozzetti di linee melodiche sulle quali improvvisare. Una volta che i musicisti furono riuniti, Davis diede loro brevi istruzioni per ogni pezzo e quindi si preparò a registrare il sestetto in studio. I risultati di questo procedimento furono poi considerati - quasi unanimemente - eccezionali. Da questo fatto, e dalle note di copertina di Evans, nacque la leggenda secondo la quale tutti i brani dell'album sono "prime esecuzioni assolute". Questa leggenda, almeno nella sua accezione letterale, è falsa. Dei brani registrati nelle due sessioni, solo Flamenco Sketches fu suonata e registrata al primo tentativo. Questa registrazione non fu però pubblicata nell'album originale, e venne pubblicata solamente nel 1997 come brano extra nell'edizione estesa dell'album. La versione di Flamenco Sketches pubblicata sulla prima edizione è invece frutto di una seconda registrazione.

## Tracce

### Lato A
1. So What – 9:22 (musica: Miles Davis)
2. Freddie Freeloader – 9:46 (musica: Miles Davis)
3. Blue in Green – 5:37 (musica: Miles Davis, Bill Evans)

### Lato B
1. All Blues – 11:33 (musica: Miles Davis)
2. Flamenco Sketches – 9:26 (musica: Miles Davis, Bill Evans)

## Formazione
- Miles Davis - tromba
- Julian "Cannonball" Adderley - sax contralto, ad eccezione di Blue in Green
- John Coltrane - sax tenore
- Bill Evans - pianoforte
- Wynton Kelly - pianoforte, soltanto in Freddie Freeloader
- Paul Chambers - contrabbasso
- Jimmy Cobb - batteria

## Accoglienza ed influenza sulla scena musicale
| Recensione           | Giudizio |
| -------------------- | -------- |
| AllMusic             |          |
| Entertainment Weekly | A+       |
| Pitchfork            |          |
| PopMatters           |          |
| Rolling Stone        |          |

### Scena jazz
Kind of Blue venne pubblicato il 17 agosto 1959 su etichetta Columbia Records negli Stati Uniti, sia in formato mono sia in stereo. Da allora, Kind of Blue è stato spesso considerato il capolavoro massimo di Davis e il suo album più acclamato, ed è stato citato come il disco di jazz più venduto di sempre, nonostante sia stato il più tardo Bitches Brew del 1969 il primo album di Davis a essere certificato disco d'oro (500.000 copie) dalla RIAA.. Il critico musicale Chris Morris definisce Kind of Blue "la punta massima dell'arte di Davis". Kind of Blue viene anche considerato uno dei dischi più influenti della storia del jazz. Un recensore lo definì "un momento decisivo per la musica del ventesimo secolo". L'autorevole sito All Music lo definisce "un disco generalmente considerato come l'album di jazz per eccellenza". Praticamente tutti i brani dell'album sono diventati degli standard jazz. Infine Kind of Blue è costantemente indicato come uno dei più grandi album di tutti i tempi.
Nel 1958, l'arrivo di Ornette Coleman sulla scena jazz e la pubblicazione di The Shape of Jazz to Come l'anno successivo, sminurono l'iniziale impatto che aveva avuto Kind of Blue, cosa che irritò Davis per il resto della sua vita. Sebbene sia Davis sia Coleman offrissero un'alternativa alle rigide regole imposte dal bebop, Davis non si riconciliò mai con le innovazioni stilistiche tipiche del free jazz anche se avrebbe in seguito incorporato musicisti affini al movimento free nelle sue formazioni degli anni sessanta, arrivando poi a utilizzare stilemi "free" nella sua jazz fusion degli anni 1970. La reputazione che l'album si conquistò si riflesse in gran parte anche su tutti coloro che vi presero parte, molti dei quali proseguirono il loro percorso musicale al di fuori dell'orbita di Davis. Evans formò il suo influente trio jazz con il bassista Scott LaFaro e il batterista Paul Motian; "Cannonball" Adderley diede vita alla sua band con il fratello Nat; Kelly, Chambers e Cobb - dopo aver trascorso alcuni anni con Davis - continuarono a suonare insieme in tour e in sala d'incisione (dove divennero una delle sezioni ritmiche più richieste), suonando in supporto a Coltrane e a Wes Montgomery, tra gli altri; Coltrane diventerà uno dei musicisti più rinomati e innovativi della storia del jazz. Persino più di Davis, Coltrane portò avanti l'approccio modale sviluppandolo durante la sua carriera negli anni sessanta.

### Scena musicale generale
L'influenza dell'album andò ben oltre i confini del jazz, in quanto musicisti di altri generi come il rock e la musica classica contemporanea furono massicciamente influenzati dall'opera, mentre la critica in blocco lo reputò uno dei dischi più importanti di tutti i tempi. Molti musicisti rock degli anni sessanta indicarono di essere stati influenzati da Kind of Blue, insieme ad altri album di Davis, come anche da My Favorite Things (1961) e A Love Supreme (1965) di John Coltrane. Il chitarrista Duane Allman dell'Allman Brothers Band disse che i suoi assoli in canzoni come In Memory of Elizabeth Reed "provenivano da Miles e Coltrane, e in particolare da Kind of Blue". Il tastierista dei Pink Floyd Richard Wright diceva che le progressioni degli accordi sull'album avevano influenzato la struttura di loro brani come Breathe in The Dark Side of the Moon (1973). Il celebre produttore Quincy Jones, amico di vecchia data di Davis, scrisse: «Quel "Kind of Blue" sarà sempre la mia musica. Metto sul piatto del giradischi Kind of Blue ogni giorno, è la mia spremuta d'arancia. Suona ancora fresco come se fosse stato inciso ieri».
Un aspetto significativo di Kind of Blue è che l'intero disco, non solo una traccia, era rivoluzionario ma di facile presa. Insieme a Time Out del The Dave Brubeck Quartet (1959) e Giant Steps di Coltrane (1959), Kind of Blue viene spesso raccomandato dai critici ai "neofiti" del jazz, in quanto, anche se non sono ascolti facili e immediati, la musica presente su entrambi i dischi è melodica, e la rilassatezza delle improvvisazioni è di facile comprensione per gli ascoltatori casuali senza che venga meno la sperimentazione artistica.
Anche in ambito rap il disco è trattato con rispetto; in una intervista il rapper Q-Tip ribadì che Kind of Blue è "come la Bibbia, devi averne almeno una copia in casa." Nel 2002, Kind of Blue è stato uno dei 50 dischi scelti quell'anno dalla Biblioteca del Congresso degli Stati Uniti per essere conservati per i posteri nel National Recording Registry.

## Edizioni
- 1959 – LP, Columbia Records CL 1355, versione mono
- 1959 – LP, Columbia Records CS 8163, versione stereo

## Classifiche
| Classifica (2021) | Posizione massima |
| ----------------- | ----------------- |
| Grecia            | 8                 |